# 安吉公主 (劉宋)
安吉公主（?—?），中国南北朝刘宋公主，宋孝武帝之女。生母不详。
安吉公主嫁給了蔡兴宗的儿子蔡约。蔡兴宗官至吏部尚书、尚书右仆射。蔡约拜驸马都尉，南齐建立，他历任太子中庶子、领屯骑校尉、司徒左长史、太子詹事。